# Épreuve 2 de Gloucester de snooker 2012
L'Épreuve 2 de Gloucester 2012 est un tournoi de snooker classé mineur, qui s'est déroulé du 8 au 12 août 2012 à la South West Snooker Academy de Gloucester en Angleterre.

## Déroulement
Il s'agit de la troisième épreuve du championnat européen des joueurs, une série de tournois disputés en Europe (10 épreuves) et en Asie (3 épreuves), lors desquels les joueurs doivent accumuler des points afin de se qualifier pour la grande finale à Galway.
Le tournoi fait partie des quatre épreuves tenues en Angleterre à Gloucester, lesquelles étaient auparavant tenues à Sheffield les deux saisons précédentes,.
L'événement compte un total de 189 participants dont 128 ont atteint le tableau final. Le vainqueur remporte une prime de 10 000 £.
Martin Gould remporte le tournoi en dominant Stephen Maguire en finale en manche décisive. Maguire est passé tout près de faire le doublé à Gloucester, lui qui s'est adjugé l'Épreuve 1 le mois dernier. Gould décroche son premier tournoi classé mineur, après avoir notamment écarté Neil Robertson puis Mark Allen lors des premiers tours.

## Dotation
La répartition des prix est la suivante :
- Vainqueur : 10 000 £
- Finaliste : 5 000 £
- Demi-finaliste : 2 500 £
- Quart de finaliste : 1 500 £
- 8èmes de finale : 1 000 £
- 16èmes de finale : 600 £
- Deuxième tour : 200 £
- Dotation totale : 50 000 £

## Phases finales
|  | Quarts de finale au meilleur des 7 manches | Quarts de finale au meilleur des 7 manches | Quarts de finale au meilleur des 7 manches |              |                 | Demi-finales au meilleur des 7 manches | Demi-finales au meilleur des 7 manches | Demi-finales au meilleur des 7 manches |  |  | Finale au meilleur des 7 manches | Finale au meilleur des 7 manches | Finale au meilleur des 7 manches |
|  |                                            |                                            |                                            |              |                 |                                        |                                        |                                        |  |  |                                  |                                  |                                  |
|  |                                            | Stephen Maguire                            | 4                                          |              |                 |                                        |                                        |                                        |  |  |                                  |                                  |                                  |
|  |                                            | Alan McManus                               | 1                                          |              |                 |                                        |                                        |                                        |  |  |                                  |                                  |                                  |
|  |                                            | Alan McManus                               | 1                                          |              | Stephen Maguire | 4                                      |                                        |                                        |  |  |                                  |                                  |                                  |
|  |                                            |                                            |                                            |              | Stephen Maguire | 4                                      |                                        |                                        |  |  |                                  |                                  |                                  |
|  |                                            |                                            | Joe Perry                                  | 3            |                 |                                        |                                        |                                        |  |  |                                  |                                  |                                  |
|  |                                            | Joe Perry                                  | Joe Perry                                  | 3            | 4               |                                        |                                        |                                        |  |  |                                  |                                  |                                  |
|  |                                            | Joe Perry                                  |                                            |              | 4               |                                        |                                        |                                        |  |  |                                  |                                  |                                  |
|  |                                            | Mark Williams                              | 1                                          |              |                 |                                        |                                        |                                        |  |  |                                  |                                  |                                  |
|  |                                            |                                            |                                            |              |                 |                                        |                                        |                                        |  |  |                                  | Stephen Maguire                  | 3                                |
|  |                                            |                                            |                                            | Martin Gould | 4               |                                        |                                        |                                        |  |  |                                  |                                  |                                  |
|  |                                            | Alfie Burden                               | 4                                          |              |                 |                                        |                                        |                                        |  |  |                                  |                                  |                                  |
|  |                                            | Ryan Day                                   | 3                                          |              |                 |                                        |                                        |                                        |  |  |                                  |                                  |                                  |
|  |                                            | Ryan Day                                   | 3                                          |              | Alfie Burden    | 1                                      |                                        |                                        |  |  |                                  |                                  |                                  |
|  |                                            |                                            |                                            |              | Alfie Burden    | 1                                      |                                        |                                        |  |  |                                  |                                  |                                  |
|  |                                            |                                            | Martin Gould                               | 4            |                 |                                        |                                        |                                        |  |  |                                  |                                  |                                  |
|  |                                            | Ben Woollaston                             | Martin Gould                               | 4            | 2               |                                        |                                        |                                        |  |  |                                  |                                  |                                  |
|  |                                            | Ben Woollaston                             |                                            |              | 2               |                                        |                                        |                                        |  |  |                                  |                                  |                                  |
|  |                                            | Martin Gould                               | 4                                          |              |                 |                                        |                                        |                                        |  |  |                                  |                                  |                                  |

## Finale
| Finale au meilleur des 7 manches Arbitre : Greg Coniglio |                          |                         |
| Stephen Maguire Écosse                                   | 3 - 4 ( - )              | Martin Gould Angleterre |
| 0 64                                                     | Centuries Meilleur break | 0 65                    |
| Martin Gould remporte l'Épreuve 2 de Gloucester 2012     |                          |                         |